# Alexander Schuke
Carl Alexander Schuke (* 14. August 1870 in Stepenitz, Kreis Ostprignitz, Königreich Preußen; † 16. November 1933 in Potsdam) war ein deutscher Orgelbauer und von 1894 bis 1933 Inhaber und Leiter der „Alexander Schuke Orgelbauanstalt Potsdam“. Die Firma existiert noch heute unter dem Namen Alexander Schuke Potsdam Orgelbau GmbH.

## Leben

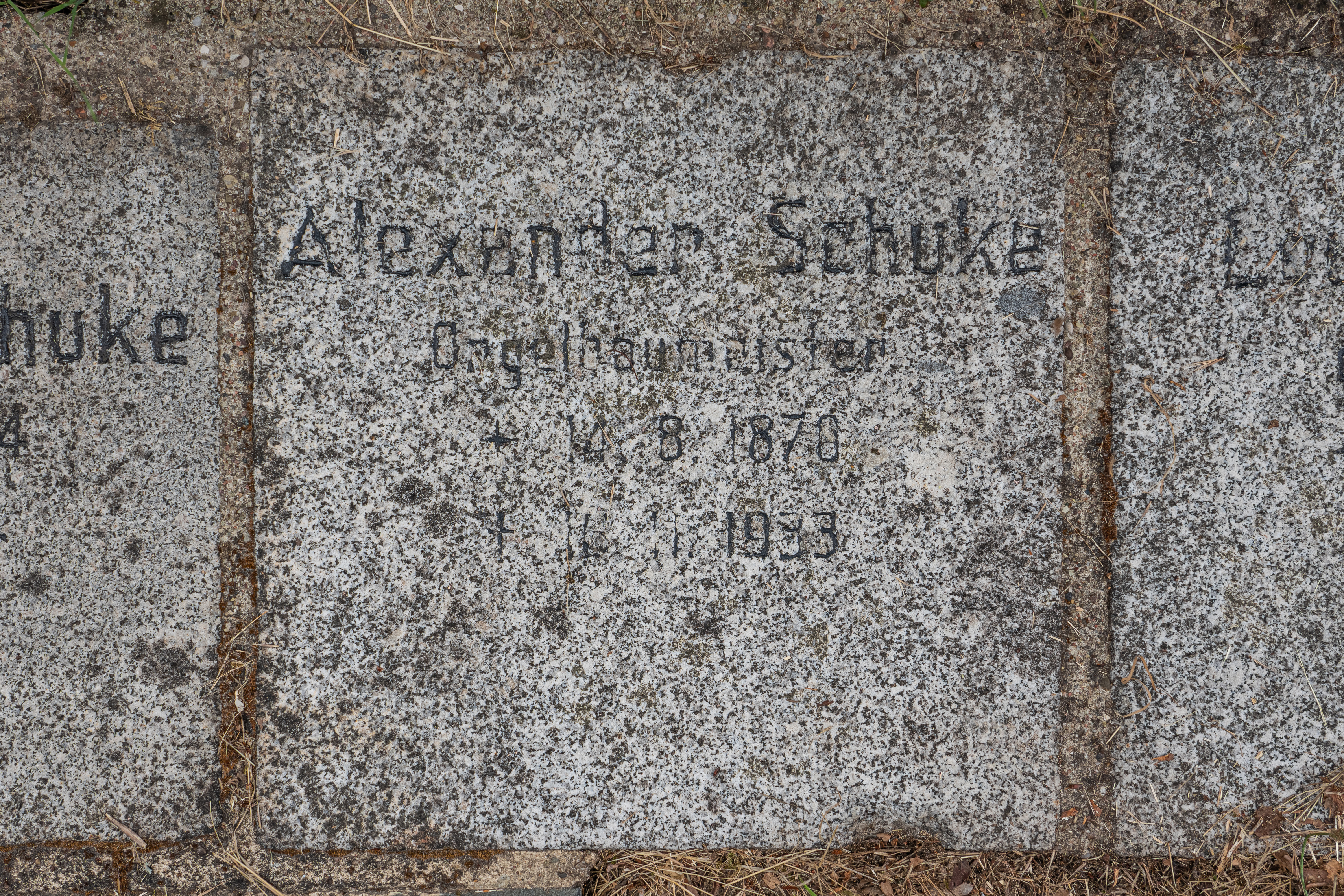
Grabstein von Alexander Schuke, Alter Friedhof (Potsdam)

Alexander Schuke war der Sohn des von 1867 bis 1886 in Stepenitz amtierenden Pfarrers Karl Schuke und der Charlotte Margarethe Alexandrine Anna von Wulffen. 1885 kam er nach Potsdam und besuchte dort das Viktoria-Gymnasium, heute Helmholtz-Gymnasium Potsdam. Nach dem Abitur erlernte er beim Orgelbaumeister Carl Eduard Gesell das Orgelbauhandwerk. Nach dem Tod von Gesell 1894 kaufte Alexander Schuke die Firma und übernahm somit das Geschäft. Durch seine zeitweilige Arbeit bei der Orgelbaufirma Sauer aus Frankfurt (Oder) konnte er Erfahrungen in der zeitgenössischen modernen Orgelbautechnik sammeln, diese in sein Unternehmen einbringen und somit seine Werkstatt zu einer der bekanntesten Orgelbaufirmen machen.
Nach seinem Tode im Jahr 1933 führten seine Söhne Karl Schuke und Hans-Joachim Schuke die Firma gemeinsam weiter. In der Wirkungszeit von Alexander Schuke entstanden circa 140 Orgeln. Beispielsweise fertigte Schuke die Orgel der Dorfkirche Ketzür.